# بیمارستان تورنتو وسترن
بیمارستان تورنتو وسترن (انگلیسی: Toronto Western Hospital) یک بیمارستان آموزشی در شهر تورنتو و از زیرمجموعه‌های شبکه دانشگاهی سلامت (UHN) است. این بیمارستان ۲۵۶ تخت و ۴۶٬۰۰۰ مراجعهٔ سالیانه به بخش اورژانس دارد. این بیمارستان یکی از مراکز مهم جراحی مغز و اعصاب و یکی از نخستین بیمارستان‌های کاناداست که از روش رادیوجراحی استفاده کرد. مرکز چشم دونالد کی. جانسون هم در این بیمارستان قرار دارد.
بیمارستان تورنتو وسترن در سال ۱۸۹۵ و به همت چند پزشک برپا شد و تکمیل ساختمان آن تا ۱۹۰۵ به‌طول انجامید. این بیمارستان اینک تحت تفقد و حمایت سوفی، کنتس وسکس است.